# Skûtsjesilen

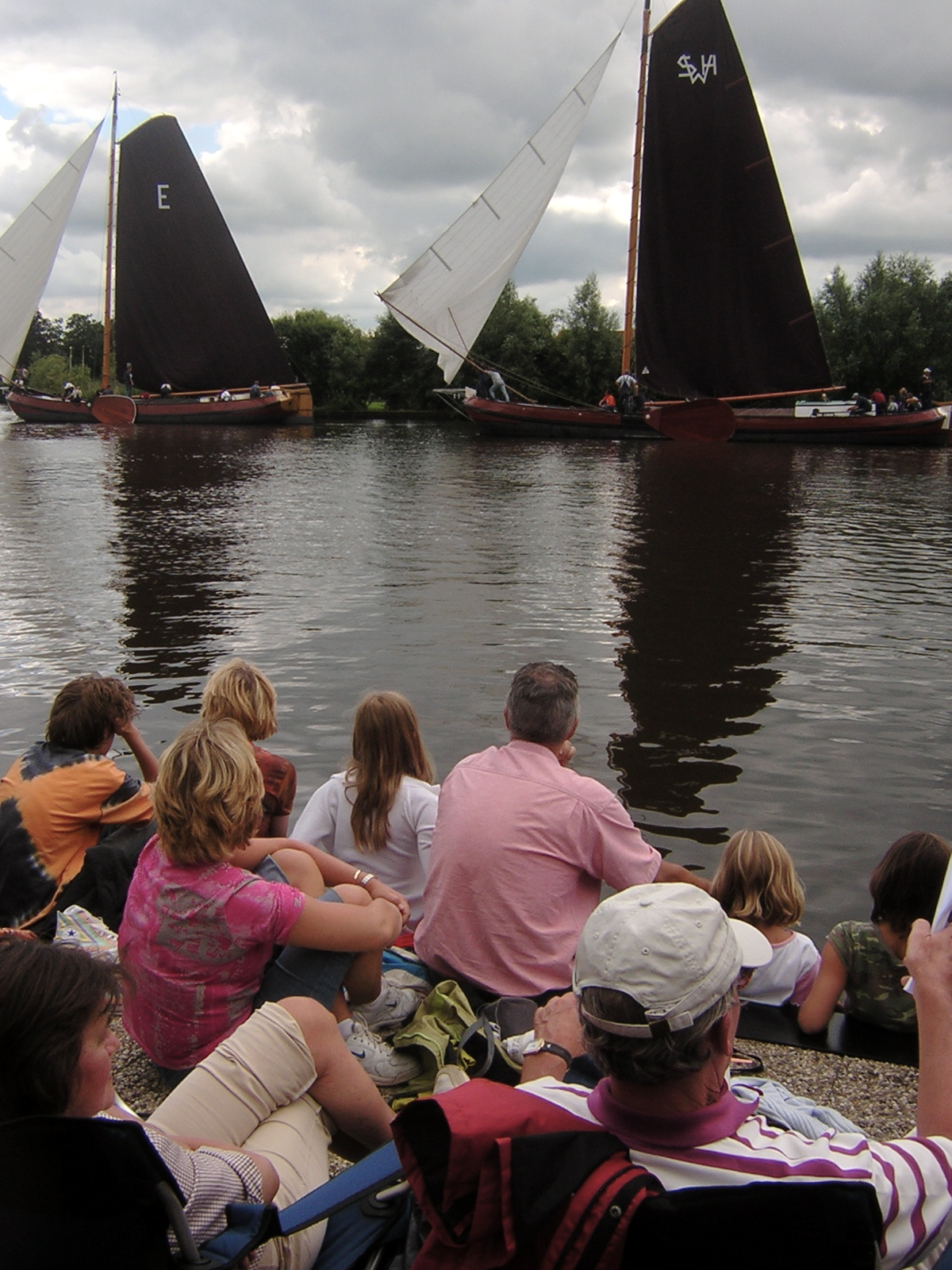
SKS skûtsjesilen in Eernewoude.

Skûtsjesilen zijn de Friese zeilwedstrijden met skûtsjes, in het bijzonder de wedstrijden uitgeschreven door de:
- Sintrale Kommisje Skûtsjesilen (SKS)
- Iepen Fryske Kampioenskippen Skûtsjesilen (IFKS)

## Geschiedenis
Reeds in de negentiende eeuw werden wedstrijden met skûtsjes georganiseerd, zoals in 1820 in Sneek. Toentertijd werd met name gezeild als de boeren geen vracht hadden en de schippers op die manier weleens een geldprijs konden verdienen. Vaak waren het kasteleins die een wedstrijd uitschreven, bijvoorbeeld als er kermis was, zodat na afloop de prijsuitreiking in het café kon worden gehouden. In de tweede helft van de negentiende eeuw werden verenigingen opgericht om het zeilen te organiseren. Toen raakte ook het idee van amateursport in zwang, en werden er vrijwel geen wedstrijden meer uitgeschreven om geld. Omdat de schippers de tijd niet konden missen, begon het aantal deelnemers terug te lopen.
Toen in de eerste helft van de twintigste eeuw de vrachtvaart steeds meer gemotoriseerd werd, begon ook het aantal skûtsjes terug te lopen. In de Tweede Wereldoorlog was er door een tekort aan brandstof weer meer te doen voor skûtsjeschippers. Zo werd er weer meer gezeild. Men hield zelfs nog de wedstrijd in 1943 in Grou, hetgeen werd vastgelegd in de foto's van Cobie Douma. Vanwege die verhoogde zeilactiviteit werd in 1945 de Sintrale Kommisje Skûtsjesilen (Centrale Commissie Skûtsjesilen), afgekort SKS, opgericht.
Terwijl het aantal wedstrijdcommissies groeide na de oorlog, liep het aantal skûtsjes terug; in de jaren vijftig was het niet meer goed mogelijk voor een beroepsschipper om een skûtsje in de vaart te houden. Daarom werden er stichtingen opgericht die voor eigen rekening een skûtsje aan het Skûtsjesilen lieten deelnemen. Zo is het huidige SKS- kampioenschap ontstaan, met skûtsjes die uitkomen voor een stad of dorp (enige uitzondering hierop is d' Halve Maen, oorspronkelijk het skûtsje van Philips Drachten). 
Aan Lodewijk Meeter is het te danken dat de wedstrijdserie nog bestaat. In 1953, toen het silen zou worden afgelast wegens te geringe deelname, regelde Meeter voldoende boten zodat de wedstrijd kon doorgaan. Hij was ook de eerste schipper die een skûtsje speciaal voor wedstrijden kocht.
In de jaren zeventig en tachtig bleek het alweer mogelijk voor particulieren om een eigen skûtsje te bezitten. Omdat deze skûtsjes niet pasten in het stramien van de SKS (de schippers kwamen niet voort uit een schippersfamilie), hebben deze schippers een eigen organisatie opgezet, die sinds 1981 de Iepen Fryske Kampioenskippen Skûtsjesilen (Open Friese Kampioenschappen Skûtsjesilen), afgekort IFKS, uitschrijft. Daardoor zijn er nu in Friesland twee kampioenschappen Skûtsjesilen.
Aan het SKS-skutsjesilen wordt al jarenlang deelgenomen door een vast aantal van 14 skûtsjes. Hoewel er regelmatig een andere schipper of bemanning aantreedt, zijn het meestal nog dezelfde schepen die mee doen.
De belangstelling voor de IFKS is in de loop der jaren zodanig gegroeid, dat er momenteel in vier klassen wordt gezeild door ruim zestig skûtsjes.
Op 22, 23 en 24 mei 2014 vonden er ook wedstrijden plaats op de Kralingse Plas in Rotterdam onder de naam Skûtsjesilen Holland.
Op 18 juli 2017 publiceerde de provincie Friesland dat het skûtsjesilen van de IFKS in 2016 132.500 bezoekers had getrokken. Dat bleken er volgens schattingen van de plaatselijke commissies van de IFKS zeker 100.000 minder te zijn. Het bleek vaker voor te komen dat het Friese provinciebestuur bezoekersaantallen op provinciale evenemenenten zwaar overschatte.
Op 30 juli 2025 vond bij de start van het skûtsjesilen tijdens het kampioenschap van de  SKS in het Friese Terherne een aanvaring plaats. Daarbij raakten in ieder geval zeven mensen gewond, van wie er vier naar het ziekenhuis moesten. Ook raakten enkele skûtsjes beschadigd. Op 2 augustus 2025 is het skûtsjesilen bij Stavoren niet doorgegaan. De omstandigheden op het IJsselmeer stonden een veilige wedstrijd niet toe. Er was een harde wind en golven waardoor de veiliheid niet gegarandeerd kon worden. Deze wedstrijd werd 7 augustus 2025 ingehaald bij Lemmer. Ook bij Elahuizen ging de wedstrijd op 5 augustus 2025 niet door in verband met te harde wind. In 2025 won Herenveen het Kampioenschap bij de SKS.